# Hochstraßen (Nümbrecht)
Hochstraßen ist ein Ortsteil von Nümbrecht im Oberbergischen Kreis im südlichen Nordrhein-Westfalen innerhalb des Regierungsbezirks Köln.

## Lage und Beschreibung
Der Ort liegt in der Nähe des Ortes Marienberghausen im Norden. Er ist über die von Homburg-Bröl kommende Landesstraße L 339 oder über die  von Marienberghausen kommende L 350  zu erreichen. Der Ort liegt in Luftlinie rund 3,6 km nordwestlich vom Ortszentrum von Nümbrecht entfernt.

## Geschichte

### Erstnennung
1492 wurde der Ort das erste Mal urkundlich erwähnt und zwar "Differenzen zwischen Homburg und Berg" Schreibweise der Erstnennung: Hostrayssen

## Bus und Bahnverbindungen

### Bürgerbus
Haltestelle des Bürgerbuses der Gemeinde Nümbrecht.
Route:Marienberghausen – Linie 5
- Guxmühlen – Nümbrecht/Busbahnhof.

### Linienbus
Haltestelle: Hochstraßen
- 323 Nümbrecht Schulzentrum (OVAG – Schulbus)